# Forest Ranch
Forest Ranch es un lugar designado por el censo ubicado en el condado de Butte en el estado estadounidense de California. En el año 2010 tenía una población de 1.184 habitantes.

## Geografía
Forest Ranch se encuentra ubicado en las coordenadas 39°52′47″N 121°40′18″O / 39.87972, -121.67167.